# Лобачівська сільська рада (Решетилівський район)
Лобачівська сільська рада — адміністративно-територіальна одиниця у Решетилівському районі Полтавської області з центром у c. Лобачі.
Населення — 1150 осіб.

## Населені пункти
Сільраді були підпорядковані населені пункти:
- c. Лобачі
- с. Глибока Балка
- с. Коржі
- с. Крохмальці
- с. Тривайли